# 吉藏库尔
吉藏库尔（法語：Guizancourt，法語發音：[ɡizɑ̃kuʁ]）是法国上法蘭西大區索姆省的一个市镇，属于亚眠区。

## 地理
吉藏库尔（49°44'10"N, 1°59'41"E）面积5.94 平方千米，位于法国上法蘭西大區索姆省，该省份为法国北部沿海省份，北起加来海峡省和北部省，西接滨海塞纳省和大西洋英吉利海峡，南至瓦兹省，东临埃纳省。
与吉藏库尔接壤的市镇（或旧市镇、城区）包括：贝尔日库尔、布朗日苏普瓦、埃凯讷-埃拉姆库尔、皮卡第地区普瓦、桑特利。
吉藏库尔的时区为UTC+01:00、UTC+02:00（夏令时）。

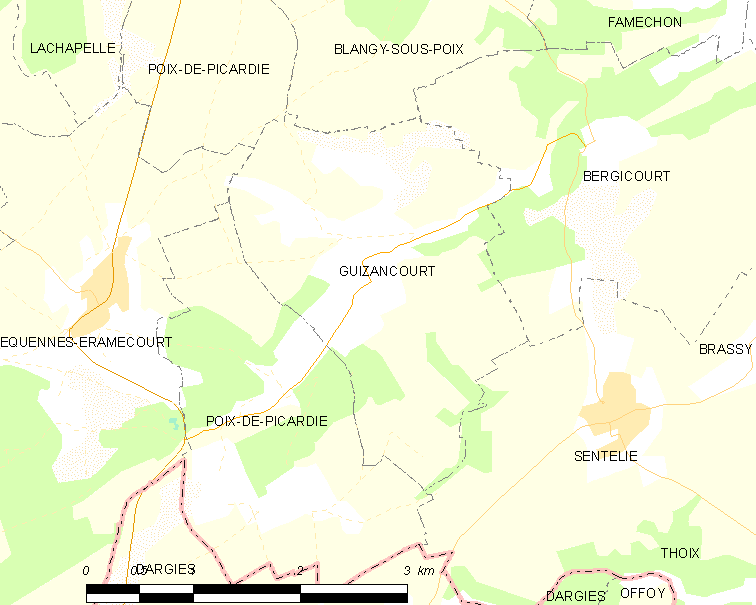
吉藏库尔的OSM定位图

## 行政
吉藏库尔的邮政编码为80290，INSEE市镇编码为80402。

## 政治
吉藏库尔所属的省级选区为皮卡第地区普瓦县。

## 人口

1962-2008年间吉藏库尔人口变化图示

吉藏库尔于2022年1月1日时的人口数量为121人。